# Marshall Warren Nirenberg
Marshall Warren Nirenberg (10. dubna 1927 – 15. ledna 2010) byl americký biochemik a genetik, nositel Nobelovy ceny za fyziologii a lékařství za rok 1968. Spolu s ním ji získali Har Gobind Khorana a Robert W. Holley a cena byla udělena za vysvětlení toho, jak sekvence nukleotidů v nukleových kyselinách řídí syntézu proteinů v buňkách.
Nirenbergovo vědecké působení je spojeno s výzkumným ústavem National Heart Institute (dnes National Heart, Lung, and Blood Institute) v Bethesdě, kde byl dlouholetým vedoucím laboratoře.